# Fragile des bronches (roman)
Fragile des bronches est un roman autobiographique de Bertrand Blier en collaboration avec Eva Bester, publié en 2022 aux éditions Seghers.

## Résumé
Dans les années 1950, Jean-Michel grandit auprès d'une mère déprimée par les infidélités de son mari, un célèbre acteur de cinéma. Jean-Michel, qui souffre de quintes de toux fréquentes, est invité par son médecin à passer du temps à la montagne. Là-bas, il rencontre une jeune fille et se rend compte que sa mère a une liaison. À la suite de cette découverte, il décide d'appeler son père à l'aide...

## Réception
Eric Neuhoff, du Figaro, voit en ce livre un « inventaire à la Prévert mené de main de maître ». Dans l'Obs, Jérôme Garcin qualifie ce livre de « foutraque, exaspérant, émouvant ».